# 취남슝첸데
취남슝첸데(འཕྲུལ་ནམ་གཞུང་བཙན་སྡེ།, vphrul nam gzhung btsan sde)는 토번의 제17대 짼뽀이다.